# The Visitor (2007)
The Visitor is een Amerikaanse dramafilm die in september 2007 in wereldpremière ging tijdens het Toronto International Film Festival. Regisseur Thomas McCarthy schreef het verhaal hiervan zelf. Hoofdrolspeler Richard Jenkins werd voor zijn vertolking van de heroplevende weduwnaar Walter Vale genomineerd voor een Academy Award. Meer dan tien andere prijzen werden de film daadwerkelijk toegekend, waaronder een Independent Spirit Award voor McCarthy, een National Board of Review Award voor Jenkins en voor ieder een Satellite Award.

## Verhaal
Universiteitsdocent Walter Vale (Richard Jenkins) bewoont in zijn eentje een groot huis in Connecticut. Zijn zoon woont in Londen en zijn echtgenote is overleden. Ze kon goed piano spelen en hij probeert het nu ook te leren, maar erg vlot gaat dat niet. Walter doet zijn werk ook routineus want echt interesseren doet hem al jaren niets meer. Hij geeft aan maar één klas les, zodat hij tijd over houdt om zijn vijfde boek te schrijven, maar daar doet hij feitelijk weinig aan. Hij is beleefd tegen vreemden en collega's, maar meer contact maken dan zo doet hij niet. Zijn levenslust is over het algemeen niet groot meer.
Walter heeft samen met docent Shelley een paper geschreven dat zij zou gaan presenteren aan de NYU. Zij is inmiddels alleen hoogzwanger en hoewel hij er totaal geen zin in heeft, moet hij haar vervangen. Daarom vliegt hij naar New York. Daar heeft hij ook een huis, alleen is hij er al jaren niet meer geweest. Walter schrikt zich een hoedje als hij zijn badkamer open doet en daar een hem onbekende, Senegalese vrouw in bad ligt. Zij blijkt Zainab (Danai Gurira) te heten en ze 'woont' daar samen met haar vriend, Syriër Tarek Khalil (Haaz Sleiman). Een vriend van hen 'verhuurde' de woning onder valse voorwendselen aan het stel. Omdat het huis van Walter blijkt te zijn, maken ze excuses, pakken ze hun spullen en vertrekken. Ze hebben alleen voorlopig nergens waar ze heen kunnen dus stranden ze op straat. Daarom vraagt Walter ze terug binnen en laat hij ze zo lang bij hem logeren.
Walter laat het tweetal in zijn woning vrij doen en laten wat ze normaal ook doen. Zainab kookt voor hen drieën. Tarek speelt djembé in een bandje en als hij moet optreden, gaat Walter mee om te kijken. Walter is vrijwel direct verknocht aan de djembémuziek en gaat tijdens lunchpauzes op de NYU voortaan ook kijken naar de plaatselijke trommelaars. Wanneer hij op een middag thuis denkt te zijn, probeert hij zelf een beetje te trommelen op Tareks djembé. Die is wel thuis maar hoorde Walter niet omdat hij op zijn kamer muziek lag te luisteren. Hij komt op Walters getrommel af en probeert hem erbij te helpen. Zo leert Tarek Walter in welke houding hij moet gaan zitten en dat Afrikaanse muziek in een driekwartsmaat wordt gespeeld in plaats van de in het westen reguliere vierkwartsmaat. Walter krijgt er steeds meer schik in en wanneer Tarek met een groepje in het openbaar gaat trommelen in het park, laat Walter zich verleiden om mee te doen. Na afloop neemt Tarek hem mee naar een eettentje waar Walter voor het eerst in zijn leven shoarma eet. Tarek doet hem ook een cd met trommelmuziek van Fela Kuti cadeau.
Wanneer Walter op een middag met Tarek over het metrostation loopt, wordt Tarek daar zonder aanleiding uitgebreid gefouilleerd, in de handboeien geslagen en meegenomen naar het bureau om grondig doorgelicht te worden. Walter vertelt Zainab wat er is gebeurd en gaat ervan uit dat Tarek later wel weer vrijgelaten wordt, maar Zainab vertelt hem dat ze al jaren als illegaal in de Verenigde Staten verblijven. Tarek wordt daarom naar een uitzetcentrum gebracht, waar Zainab hem niet kan opzoeken omdat ze dan ook wordt vastgezet. Ze gaat voorlopig bij haar neef in The Bronx logeren. Walter schakelt advocaat Shah (Amir Arison) in om te proberen Tarek vrij te krijgen en voor een verblijfsvergunning te zorgen. Shah waarschuwt dat het tegenwoordig niet meevalt om mensen aan een Green Card te helpen. Vroeger keek de Amerikaanse regering amper om naar het verblijf van illegalen in het land, maar sinds de aanslagen op 11 september 2001 is het beleid veel strenger geworden. Shahs eigen oom woonde 23 jaar in de Verenigde Staten en werd toen ook alsnog uitgezet.
Omdat Tarek haar vijf dagen niet meer gebeld heeft sinds hij is opgepakt, vliegt zijn moeder Mouna (Hiam Abbass) over vanuit Michigan om poolshoogte te komen nemen. Zij treft tot haar verrassing Walter aan als ze aanklopt bij het huis waarvan ze dacht dat het van haar zoon was. Die legt uit wat er allemaal is gebeurd, dat Tarek in een uitzetcentrum in Queens zit en staat erop dat zij bij hem blijft logeren. Als Walter aan Tarek vertelt dat zijn moeder in de stad is, heeft die liever dat ze naar huis gaat. Mouna kan niks voor hem doen want ze mag hem niet bezoeken en Walter heeft al een advocaat ingeschakeld. Niettemin weigert ze te gaan, waarop Walter haar voor zolang nodig in huis wil houden. Hij kan het steeds beter met Mouna vinden en neemt haar mee naar een uitvoering van The Phantom of the Opera. Tarek deed haar daar ooit een cd van cadeau die ze inmiddels letterlijk mee kan zingen en ze vindt de musical dan ook prachtig. Hoewel Walter geniet van haar gezelschap en het vanzelfsprekend vindt om zijn best te doen voor Tarek, wordt hij wel steeds gebeld door zijn collega's in Connecticut die zich afvragen waar hij blijft.

## Rolverdeling
- Richard Jenkins - Walter Vale
- Haaz Sleiman - Tarek Khalil
- Danai Gurira - Zainab
- Hiam Abbass - Mouna Khalil
- Marian Seldes - Barbara
- Maggie Moore - Karen
- Michael Cumpsty - Charles
- Bill McHenry - Darin
- Richard Kind - Jacob
- Tzahi Moskovitz - Zev
- Amir Arison - Mr. Shah
- Neal Lerner - Martin Revere
- Waleed Zuaiter - Omar